# Nobuhiro Kiyotaki

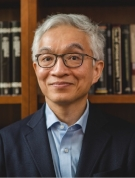
Nobuhiro Kiyotaki

Nobuhiro Kiyotaki  (清滝 信宏 Kiyotaki Nobuhiro?)  24 de junio de 1955 es un economista japonés y profesor de Economía de la Princeton University especialmente conocido por proponer diversos modelos que dan microfundamentos a las teorías macroeconómicas, alguno de los cuales le han dado un rol prominente en la Nueva economía keynesiana.

## Carrera
Obtuvo su licenciatura de la Universidad de Tokio en 1978. Después de recibir su doctorado en economía de la Universidad de Harvard en 1985, Kiyotaki ocupó cargos docentes en la Universidad de Wisconsin – Madison, la Universidad de Minnesota y la London School of Economics antes de mudarse a Princeton. 
Es miembro de la Econometric Society, recibió el Premio Nakahara de la Asociación de Economía de Japón de 1997 y el Premio Yrjö Jahnsson de la Asociación Económica Europea de 1999, este último junto con John Moore. En 2003, Kiyotaki fue elegido miembro de la Academia Británica (FBA), la Academia Nacional del Reino Unido de humanidades y ciencias sociales. Thomson Reuters enumera a Kiyotaki entre los que probablemente sean futuros ganadores del Premio Nobel de Economía .
Kiyotaki también recibió el Premio Stephen A. Ross en Economía Financiera junto con John Moore.
En 2020 fue galardonado con el Premio Fundación BBVA Fronteras del Conocimiento en Economía, Finanzas y Gestión de Empresas junto con Ben S. Bernanke, Mark Gertler y John Moore, por sus contribuciones fundamentales al entendimiento de cómo las imperfecciones de los mercados financieros pueden amplificar las fluctuaciones macroeconómicas y generar profundas recesiones.

## Contribuciones
En 1987, junto con Olivier Blanchard, Kiyotaki demostró la importancia de la competencia monopolística para el multiplicador de la demanda agregada. La mayoría de los nuevos modelos macroeconómicos keynesianos ya asumen desde entonces una competencia monopolística por las razones esbozadas por Blanchard y Kiyotaki. 
Más tarde, Kiyotaki trabajó con Randall Wright para construir un modelo del papel del dinero, mostrando cómo el dinero aumenta la eficiencia económica al permitir el comercio de muchos tipos diferentes de bienes que podrían no comercializarse bajo un sistema de trueque. Este modelo, que formalizó la visión de William Stanley Jevons sobre la doble coincidencia de los deseos como barrera para la actividad económica bajo el sistema de trueque, se conoce como el modelo Kiyotaki-Wright. 
En 1997, con John Moore, Kiyotaki construyó un modelo para mostrar cómo los pequeños choques para la economía pueden amplificarse en grandes fluctuaciones de producción a través de la interacción entre los precios inmobiliarios y las restricciones sobre la disponibilidad de crédito. Este modelo de 'ciclos de crédito' ahora se conoce como el modelo de Kiyotaki-Moore. 

## Publicaciones seleccionadas

### Artículos periodísticos
- Blanchard, Olivier Jean; Kiyotaki, Nobuhiro (1987). «Monopolistic Competition and the Effects of Aggregate Demand» (pdf). American Economic Review 77 (4): 647-66. Archivado desde el original el 17 de septiembre de 2021. Consultado el 1 de abril de 2020.
- Kiyotaki, Nobuhiro; Wright, Randall (1989). «On Money as a Medium of Exchange». Journal of Political Economy 97 (4): 927-54. doi:10.1086/261634.
- Kiyotaki, Nobuhiro; Wright, Randall (1993). «A Search-Theoretic Approach to Monetary Economics» (pdf). American Economic Review 83 (1): 63-77. Archivado desde el original el 23 de septiembre de 2015. Consultado el 1 de abril de 2020.
- Kiyotaki, Nobuhiro; Moore, John (1997). «Credit Cycles» (pdf). Journal of Political Economy 105 (2): 211-248. doi:10.1086/262072.